# Квічаль смугастощокий
Квіча́ль смугастощокий (Geokichla princei) — вид горобцеподібних птахів родини дроздових (Turdidae). Мешкає в Західній і Центральній Африці.

## Опис
Довжина птаха становить 22 см, вага 59-83 г. Забарвлення переважно коричнювато-сіре. На крилах дві білі смуги, на скронах дві чорні вертикальні смуги.

## Підвиди
Виділяють два підвиди:
- G. p. princei (Sharpe, 1874) — від Сьєрра-Леоне і Ліберії до Гани;
- G. p. batesi Sharpe, 1905 — від південно-східної Нігерії і південно-західного Камеруну до західної Уганди.

## Поширення і екологія
Смугастощокі квічалі мешкають в Сьєрра-Леоне, Ліберії, Кот-д'Івуарі, Гані, Нігерії, Камеруні, Габоні, Демократичній Республіці Конго і Уганді. Вони живуть в підліску вологих рівнинних тропічних лісів, поблизу води. Зустрічаються на висоті до 610 м над рівнем моря.